# 1953年の広島カープ
1953年の広島カープでは、1953年シーズンについての広島カープの動向についてまとめる。
1953年の広島カープは、石本秀一監督の4年目のシーズンであり、5月から球団経営に専念した石本に代わり、白石勝巳が監督に就任した1年目のシーズンである。

## 概要
球団4年目のチームは4月までは石本監督が指揮を執っていたが、球団経営専念のため1950年創設以来、選手兼助監督として活躍した白石勝巳が選手兼任で5月から監督に就任。しかし、監督交代と前後して4月を最下位で終える最悪のスタート。白石監督が就任した5月以降は巻き返し、6月以降は4位で定着するものの上位3チーム（巨人・阪神・名古屋）の厚い壁を破ることはできなかった。投手陣は不動のエースとなった長谷川良平が弱いチームの中で奮闘し、打撃陣でもこの年大洋に合併された元松竹の金山次郎・小鶴誠などが松竹スピリットを見せ、特に金山は58盗塁で盗塁王に輝き若い選手の多かったチームの中で4位躍進に大きく貢献した。最後は優勝の巨人に36ゲーム差、2位阪神に20ゲーム差をそれぞれつけられながらも球団初の4位になり、翌年以降のAクラス入りが期待されたが巨人の第2次黄金時代の中でチームは伸び悩み、Aクラス入りするのは15年後の1968年まで待たなければならなかった。

## チーム成績

### レギュラーシーズン
| 1 | 二 | 金山次郎   |
| 2 | 遊 | 白石勝巳   |
| 3 | 左 | 木村勉     |
| 4 | 中 | 小鶴誠     |
| 5 | 一 | 大沢伸夫   |
| 6 | 三 | 山川武範   |
| 7 | 右 | 長持栄吉   |
| 8 | 捕 | 藤原鉄之助 |
| 9 | 投 | 長谷川良平 |

| 順位 | 4月終了時 | 4月終了時 | 5月終了時 | 5月終了時 | 6月終了時 | 6月終了時 | 7月終了時 | 7月終了時 | 8月終了時 | 8月終了時 | 最終成績 | 最終成績 |
| ---- | --------- | --------- | --------- | --------- | --------- | --------- | --------- | --------- | --------- | --------- | -------- | -------- |
| 1位  | 巨人      | --        | 巨人      | --        | 巨人      | --        | 巨人      | --        | 巨人      | --        | 巨人     | --       |
| 2位  | 名古屋    | 2.5       | 名古屋    | 3.0       | 名古屋    | 3.5       | 名古屋    | 5.5       | 名古屋    | 7.5       | 大阪     | 16.0     |
| 3位  | 洋松      | 4.5       | 大阪      | 6.0       | 大阪      | 5.5       | 大阪      | 8.0       | 大阪      | 9.5       | 名古屋   | 18.5     |
| 4位  | 大阪      | 5.0       | 洋松      | 11.0      | 広島      | 13.5      | 広島      | 16.5      | 広島      | 18.0      | 広島     | 36.0     |
| 5位  | 国鉄      | 9.0       | 広島      | 12.5      | 洋松      | 16.0      | 洋松      | 17.5      | 洋松      | 23.5      | 洋松     | 37.5     |
| 6位  | 広島      | 9.0       | 国鉄      | 21.5      | 国鉄      | 24.5      | 国鉄      | 30.5      | 国鉄      | 31.5      | 国鉄     | 42.0     |

| 順位 | 球団             | 勝 | 敗 | 分 | 勝率 | 差   |
| 1位  | 読売ジャイアンツ | 87 | 37 | 1  | .702 | 優勝 |
| 2位  | 大阪タイガース   | 74 | 56 | 0  | .569 | 16.0 |
| 3位  | 名古屋ドラゴンズ | 70 | 57 | 3  | .551 | 18.5 |
| 4位  | 広島カープ       | 53 | 75 | 2  | .414 | 36.0 |
| 5位  | 大洋松竹ロビンス | 52 | 77 | 1  | .403 | 37.5 |
| 6位  | 国鉄スワローズ   | 45 | 79 | 1  | .363 | 42.0 |

## オールスターゲーム1953
| ファン投票 | 長谷川良平 | 白石勝巳 | 小鶴誠 |
| 監督推薦   | 選出なし   |          |        |

## 表彰選手
| リーグ・リーダー | リーグ・リーダー | リーグ・リーダー | リーグ・リーダー |
| 選手名           | タイトル         | 成績             | 回数             |
| ---------------- | ---------------- | ---------------- | ---------------- |
| 金山次郎         | 盗塁王           | 58個             | 2年連続3度目     |

| 選出なし |